# Добренська сільська рада (Камінь-Каширський район)
Добренська сільська рада — адміністративно-територіальна одиниця та орган місцевого самоврядування у Камінь-Каширському районі Волинської області з адміністративним центром у с. Добре.

## Населені пункти
Сільській раді підпорядковані населені пункти:
- с. Добре

## Населення
Згідно з переписом УРСР 1989 року чисельність наявного населення сільської ради становила 1472 особи, з яких 733 чоловіки та 739 жінок.
За переписом населення України 2001 року в сільській раді мешкали 1304 особи.

### Мова
Розподіл населення за рідною мовою за даними перепису 2001 року:
| Мова       | Відсоток |
| ---------- | -------- |
| українська | 99,70 %  |
| російська  | 0,30 %   |

## Склад ради
Рада складається з 16 депутатів та голови.

## Керівний склад сільської ради
| ПІБ                       | Основні відомості                                                                | Дата обрання | Дата звільнення |
| ------------------------- | -------------------------------------------------------------------------------- | ------------ | --------------- |
| Матвійчук Петро Артемович | Сільський голова, 1948 року народження, освіта, член Партії «Демократичний Союз» | 26.03.2006   | 31.10.2010      |
| Матвійчук Петро Артемович | Сільський голова, 1948 року народження, освіта вища, безпартійний                | 31.10.2010   |                 |

Примітка: таблиця складена за даними джерела